# グリーンウォーター
グリーンウォーターとは、土壌の中に含まれる水分のことである。この用語は、スウェーデンの水文学者であるマリン・ファルケンマーク教授によって提唱されたものである。

## 概要
グリーンウォーターは、植物が生育するために必要な水であり、降水の約半分がこの形で地球上に存在している。しかし、グリーンウォーターは目に見えないため、水資源として無視されがちである。ファルケンマーク教授は、グリーンウォーターの重要性を世界に訴え、その管理や利用に関する研究や提言を行っている。